# Strictly Dancing
Strictly Dancing è stato un programma della televisione australiana, andato in onda fra il 2004 ed il 2005 su ABC Television.
Presentato da Paul McDermott, era una competizione di ballo dove ogni episodio aveva come protagonisti quattro coppie di ballerini dall'Australia e dalla Nuova Zelanda. La competizione si basava su tre round, ognuno dei quali consisteva in due tipi simili di danze; gli stili variavano dai tradizionali basilari come Cha cha cha e Rumba, fino a moderni come l'hip hop e altri stili ibridi.